# Río Tocuyo
Der Tocuyo ist ein Fluss im Nordwesten Venezuelas.
Er ist 440 km lang. Der Ursprung des Tocuyos befindet sich in den Bergen der Anden auf 3652 m, beim Cendé-Gebirge. Er durchquert den Bundesstaat Lara von Süden nach Norden und bildet zum Teil die Grenze zwischen den Bundesstaaten Lara und Falcón. Südlich von Churuguara fängt er an Richtung Nordosten zu strömen, durch ein sehr fruchtbares Tal. Der Tocuyo mündet in die Karibik, 3 km von El Tocuyo de la Costa, beim Golfo Triste.

## Referenzen
- Rand McNally, The New International Atlas, 1993.